# Crestwood (Kentucky)
Pour les articles homonymes, voir Crestwood.
Crestwood est une ville américaine située dans le comté d'Oldham, dans le Kentucky. Selon le recensement de 2020, sa population est de 6 183 habitants.